# ثيودور ويلهلم فرانك
ثيودور ويلهلم فرانك (بالألمانية: Theodor Wilhelm Danzel)‏ هو مؤرخ أدبي وفيلسوف ألماني، ولد في 4 فبراير 1818 في هامبورغ في ألمانيا، وتوفي في 9 مايو 1850 في لايبزيغ في ألمانيا.